# Fínsnechta Fledach
Fínsnechta Fledach (... – attorno al 695) è stato re supremo d'Irlanda.
Fínsnechta apparteneva ai Síl nÁedo Sláine del sud, ramo degli Uí Néill, e anche re di Brega (odierna contea di Meath). Era nipote di Áed Sláine. Salì sul trono di Brega e quello supremo attorno al 675, dopo aver ucciso Cenn Fáelad, suo cugino e successore, nella battaglia di Aircheltra (luogo non identificato). Sembra che abbia dovuto fronteggiare i re del Leinster in una battaglia combattuta nei pressi di Lagore nel 676. Combatté anche Béc Bairrche, re del Ulster, nel 678. Nel giugno del 684 re Ecgfrith della Northumbria, inviò in Irlanda un esercito al comando di Berht che devastò la pianura di Brega, cuore del regno di Fínsnechta. Gli ostaggi catturati durante questo raid poterono tornare in seguito grazie alla mediazione di Adomnán. Nel 687 gli Annali dell'Ulster dicono che Fínsnechta abdicò e si fece monaco. Ma lasciò la vita monastica e riprese il trono nel 688. Fu ucciso in battaglia nel 693, insieme al figlio Bresal, combattendo contro due suoi parenti, Áed figlio di Dlúthach e Congalach figlio di Conaing Cuirre. Congalach successe a Fínsnechta sul trono di Brega e Loingsech mac Óengusso, degli Cenél Conaill del nord (ramo degli Uí Néill) divenne invece re supremo. A Fínsnechta era sopravvissuto un figlio, Ailill, che fu però ucciso nel 718. La prima lista dei sovrani supremi irlandesi presente nel Baile Chuinn Cétchathaigh sembra essere stata compilata durante il regno di Fínsnechta.